# 豊ヶ丘
豊ヶ丘（とよがおか）は、東京都多摩市の地名。現行行政地名は豊ヶ丘一丁目から豊ヶ丘六丁目。郵便番号は206-0031。
旧南多摩郡多摩村大字落合の純農村、小字豊ヶ岡（今とおかの文字が異なる）付近にあった南北に延びる二つの谷戸筋に囲まれた丘陵地の山林が、多摩ニュータウンの第8住区として旧住都公団が開発主体となり造成された。旧谷戸筋は幹線道路の配道筋として利用され、これら道路に囲まれた区域が新生豊ヶ丘になっている。街全体としては南部方面ほど標高が高くなるが、反面北部に部分的に標高の高い旧来からの山間地形が残っている。多摩ニュータウンの中心「多摩センター地区」に包含されており、多くの公園、緑地帯や歩行者専用道路が配置され、従前の団地よりも住宅の棟間隔が広めに設定されているため、ゆとりのある美しい街並みを形成している。1976年（昭和51年）の多摩ニュータウン第2次入居時に入居開始。

## 概要
豊ヶ丘1丁目は、北側の鉄道線路周辺と幹線道路（上之根大通り・貝取大通り）周辺が土地区画整理事業区域（区画整理区域）となり、南側に拡がる新住宅市街地開発事業区域（新住区域）とは開発手法が異なる。区画整理区域は、旧来からの地権者らが再建した「乞田農住団地」などの戸建て住宅が主体をなし、古来からの寺社「吉祥院」や付帯する墓地もある。西側の「上之根大通り」沿いには、生協などの商店建物、小規模マンション等が混在している。線路の南側に位置する新住区域には、旧住都公団が高台の傾斜地に階段状になった集合分譲住宅等を建てている。また、この団地に隣接して広大な学校建設保留用地が存在していたが、用途変更し戸建て住宅街が誕生している。線路に面した南側は旧来の里山を再生し、森のある憩いの場「豊ヶ丘北公園」が整備されている。
豊ヶ丘2丁目は、東寄りの「貝取大通り」沿いの細長い範囲が区画整理区域で、戸建て住宅を中心に雑多な施設・建物が立地している。それ以外は新住区域で、旧住都公団が建設した中層を主体とする分譲マンションで構成している。同街区の中央には歩行者専用道路が貫通しており特徴である起伏のある地形には樹林が多く、住民が公園整備に参画した「とちのき公園」などの公園が配置されており自然さを享受できる環境が整っている。
豊ヶ丘3丁目は新住区域で、街の中央に歩行者専用道路に沿うゲートボール場を設備する公園があり、旧住都公団が造成した用地に同公団と都公社、および1989年、従前は排除されていた新住区域への民間資本による住宅建設進出に先鞭をつけた、中層を主体とする大規模マンションが建てられ、分譲集合住宅のみで構成されている街区となっている。
豊ヶ丘4丁目は新住区域で、1976年に街開きをした豊ヶ丘では最初の入居街区である。旧住都公団が建設した中層の集合住宅を主体とし、一部に店舗付き住宅や高層の集合住宅も存在する。東に隣接する貝取住区と共用する「貝取・豊ヶ丘近隣センター」には商店街ほかの住民サービス・医療を司る施設があり、街の黎明期から近隣に住まう住民に生活の利便を提供して来た。また、この「近隣センター」には当初から多摩センター駅への住民の重要な足を担う、バス路線の起点となるバス折り返し所が設けられているが、現在では永山駅や鶴川駅へもアクセスする路線バスの通過地点になっている。なお、折り返し所隣接の用途保留地には、近年戸建て住宅が建設されている。
豊ヶ丘5丁目は新住区域で、大池のある「豊ヶ丘南公園」を中心として旧住都公団が建設した中層の分譲集合住宅主体で構成されている。この公園は非常時の貯水槽を具備しており、同街区には市立の図書館や児童館、老人福祉館、医療団地が設けられている。これら施設に沿って西隣の落合住区につながる歩行者専用道路も整備されている。
豊ヶ丘6丁目は南端に位置する新住区域で、旧住都公団と都営の賃貸集合住宅を主体として構成しているが、同市南野との境界には「南多摩尾根幹線道路」が通っている。なお、この幹線道路と同街区の住宅地の間には緩衝地帯となる公園と歩行者専用道路から続く横断橋が設けてあり、良好な住環境を確保している。
豊ヶ丘の新住区域全体を観ると、北方ほど新しく建設された街区になっている。同住区には延長約2kmの「豊ヶ丘スクールロード」をはじめとする多くの歩行者専用道路が整備され、文字通り沿道の住居地から車道を通らず安全快適に、各学校施設や各公園、近隣センター、別の近隣住区などにも通うことが可能で、街全体が公園のような雰囲気を醸し出している。

## 世帯数と人口
2024年（令和6年）1月1日現在の世帯数と人口は以下の通りである。
| 丁目         | 世帯数    | 人口     |
| ------------ | --------- | -------- |
| 豊ヶ丘一丁目 | 1,656世帯 | 3,144人  |
| 豊ヶ丘二丁目 | 1,334世帯 | 2,804人  |
| 豊ヶ丘三丁目 | 696世帯   | 1,519人  |
| 豊ヶ丘四丁目 | 410世帯   | 689人    |
| 豊ヶ丘五丁目 | 631世帯   | 1,211人  |
| 豊ヶ丘六丁目 | 511世帯   | 919人    |
| 計           | 5,238世帯 | 10,286人 |

## 小・中学校の学区
市立小・中学校に通う場合、学区は以下の通りとなる。
| 丁目         | 番地           | 小学校                 | 中学校               |
| ------------ | -------------- | ---------------------- | -------------------- |
| 豊ヶ丘一丁目 | 1～21番地      | 多摩市立多摩第三小学校 | 多摩市立東愛宕中学校 |
| 豊ヶ丘一丁目 | その他         | 多摩市立豊ヶ丘小学校   | 多摩市立青陵中学校   |
| 豊ヶ丘二丁目 | 全域           | 多摩市立豊ヶ丘小学校   | 多摩市立青陵中学校   |
| 豊ヶ丘三丁目 | 1～4番地 7番地 | 多摩市立豊ヶ丘小学校   | 多摩市立青陵中学校   |
| 豊ヶ丘三丁目 | その他         | 多摩市立貝取小学校     | 多摩市立青陵中学校   |
| 豊ヶ丘四丁目 | 全域           | 多摩市立貝取小学校     | 多摩市立青陵中学校   |
| 豊ヶ丘五丁目 | 全域           | 多摩市立貝取小学校     | 多摩市立青陵中学校   |
| 豊ヶ丘六丁目 | 全域           | 多摩市立貝取小学校     | 多摩市立青陵中学校   |

## 公共施設
- 多摩市立豊ケ丘図書館
- 多摩市立豊ケ丘児童館
- 多摩市立豊ケ丘地区会館
- 多摩貝取郵便局（貝取・豊ヶ丘近隣センター内）
- 多摩中央警察署貝取交番（貝取・豊ヶ丘近隣センター内）

## 教育施設
- 多摩市立豊ケ丘小学校
- 多摩市立豊ヶ丘中学校（現・多摩市立青陵中学校）
- 多摩市立多摩幼稚園  (2007年3月に閉園)
- 織田学園幼稚園  (平成22年4月に同市落合地区へ移転。おだ認定こども園)

ニュータウン内の他の地域と同様、豊ヶ丘・貝取地区も街の成熟とともに子供の数が減少しているため、学校の統廃合が計画され、平成20年度からは豊ヶ丘中学と貝取中学の統廃合により多摩市立青陵中学校が開校した。(校舎は旧貝取中学校校舎を改築し使用。改築期間中のみ、旧豊ヶ丘中学校校舎を使用した。)また平成21年には、豊ヶ丘、貝取にある4つの小学校の統合・学区変更について検討されている。

## 商店・病院など
かつては豊ヶ丘4丁目地区に内科、整形外科、小児科などが存在したが、現在では渡辺クリニック(昭和52年開院、開院当時は小児科であったが現在は内科・小児科・循環器科)のみとなっている。

## 交通インフラ
鉄道
- 京王電鉄相模原線　京王多摩センター駅（最寄駅）
- 小田急電鉄多摩線　小田急多摩センター駅（最寄駅）
- 多摩都市モノレール　多摩センター駅（最寄駅）

路線バス
- 京王バス
- 神奈川中央交通

多摩センター駅方面、永山駅方面、聖蹟桜ヶ丘方面、鶴川駅方面
- 多摩市ミニバス

市内循環
道路（街路樹）
- 乞田川側道・遊歩道　　［サクラ］
- 貝取大通り　　［ハクウンボク］
- 上之根大通り　　［モミジバフウ］≪新住区間無電柱化≫
- 北公園通り（仮称）［シラカシ］
- 豊ヶ丘中通り　　［シラカシ］
- 豊四通り　　［シラカシ］
- 南多摩尾根幹線　　［ケヤキ］≪新住区間無電柱化≫
- 歩行者専用道路（豊ヶ丘スクールロード・なかよしこみち　ほか道路網として多数存在）

橋梁
- 上之根橋（乞田川）
- 上之根小橋（乞田川）
- 久保谷橋（乞田川）
- であい橋（乞田川）
- 平戸橋（乞田川）
- 平戸小橋（乞田川）
- 釜沼橋（乞田川）
- 歩行者専用道路橋（きたとよ橋・バルコニー橋・白雲橋・ゆたか橋・ふんすい橋・南野スカイブリッジほか多数存在）

## 公園
- 豊ヶ丘第1緑地（都市緑地）豊ヶ丘1丁目6番地
- 豊ヶ丘北公園（近隣公園）豊ヶ丘1丁目39番地　［森林・遊歩散策路］
- あじさい緑地（都市緑地）豊ヶ丘1丁目48番地
- 豊ヶ丘第7緑地（都市緑地）豊ヶ丘2丁目42番地
- 豊ヶ丘第1公園（街区公園）豊ヶ丘2丁目10番地　［遊具・ブランコ］
- 豊ヶ丘第2公園（街区公園）豊ヶ丘2丁目41番地　［石畳芝生］
- 豊ヶ丘第9公園（街区公園）豊ヶ丘2丁目3番地　［砂場・木製遊具］
- とちのき公園｛旧第4｝（街区公園）豊ヶ丘2丁目34番地［芝生広場、木製の小規模アスレチック施設］
- 豊ヶ丘第3公園（街区公園）豊ヶ丘3丁目2番地　［ゲートボール場］
- 豊ヶ丘第5公園（街区公園）豊ヶ丘4丁目13番地　［ミニサッカー・野球練習］
- 豊ヶ丘第8公園（街区公園）豊ヶ丘5丁目11番地　［遊具・ミニサッカー］
- 豊ヶ丘南公園（近隣公園）豊ヶ丘5丁目12番地　［大池・噴水・ジョギングコース・防災用貯水槽］
- 豊ヶ丘第6公園（街区公園）豊ヶ丘5丁目13番地　［砂場・木製ステップ・バスケットゴール］
- 豊ヶ丘第7公園（街区公園）豊ヶ丘6丁目5番地　［遊具・ジャングルジム］

＊注＝多摩市側の区分では街区公園は児童公園に位置づけられている。（近隣公園には駐車場有）